# SSC Yugal
Sydney Soccer Club Yugal (założony jako Dalmatinac SC) – australijski klub piłkarski z siedzibą w dzielnicy Manly w Sydney (Nowa Południowa Walia), założony w 1956 roku. Zdobywca pucharu Australia Cup w 1962 roku. Rozwiązany w 1992 roku.

## Historia
Klub Dalmatinac SC został założony w 1956 roku przez Chorwackich imigrantów pochodzących z Dalmacji w dzielnicy Liverpool w Sydney. W 1958 roku klub dołączył do rozgrywek Division Two West, kończąc rozgrywki na 4. miejscu z dorobkiem 25 punktów. W 1960 roku klub zmienił nazwę na JASK (akronim od Yugoslav Australian Soccer
Club) Dalmatinac w celu uzyskania większego poparcia wśród społeczności jugosłowiańskiej. Pod koniec 1960 roku klub połączył się z drużyną White Eagles SC założoną przez Serbów i w grudniu 1960 roku zmienił nazwę na Yugal (akronim od Yugoslav Australian League). W tym samym czasie klub przeniósł swoją siedzibę z dzielnicy Liverpool do Manly. W 1961 roku drużyna Yugal triumfowała w rozgrywkach New South Wales Division 2 i uzyskała awans do  New South Wales Division 1.
W 1962 roku klub w krajowych rozgrywkach pucharowych Australia Cup awansował do finału, w którym zmierzył się przeciwko drużynie St George Budapest. Spotkanie zakończyło się zwycięstwem drużyny Yugal w stosunku 8:1. Od 1963 roku klub funkcjonował pod nazwą Yugal Ryde. W tym samym roku klub triumfował w pucharze Ampol Cup (wygrana z Auburn 5:3), natomiast w 1965 roku w finale został pokonany przez zespół Prague w stosunku 2:6. W 1970 roku klub wywalczył tytuł mistrzowski w rozgrywkach New South Wales Division 1. Sezon zasadniczy ukończył na 3. miejscu i uzyskał awans do serii finałowej. W finale (tzw. Grand Final) pokonał drużynę St George Budapest w stosunku 4:0. Od 1973 roku klub działał pod nazwą Yugal Prague w wyniku połączenia się z drużyną Sydney FC Prague.
W 1975 roku klub Yugal zajął ostatnie miejsce w rozgrywkach New South Wales Division 1 i spadł do rozgrywek New South Wales Division 2, uzyskując ponowny awans na pierwszy poziom rozgrywek w 1976 roku. W latach 1977–1988 klub trzykrotnie spadał z pierwszej ligi (1979, 1984, 1988) oraz dwukrotnie wywalczył tytuł mistrzowski w New South Wales Division 2 (1981, 1986). W 1978 roku klub zmienił nazwę na Sydney Soccer Club Yugal.
Od 1989 roku klub występował na drugim poziomie rozgrywek, aż do 1992 roku. Zmagania ligowe klub Yugal ukończył na 11. miejscu z dorobkiem 38 punktów. Po zakończonym sezonie doszło do fuzji klubu SSC Yugal z drużyną Liverpool City. Drużyna Liverpool City funkcjonowała do 2001 roku. Po zakończonym sezonie w rozgrywkach NSW Division Three (czwarty poziom rozgrywek) drużyna wycofała się z rozgrywek.

## Rywalizacje
W początkowym okresie funkcjonowania klubu Dalmatinac SC głównym jego celem była pomoc imigrantom z Jugosławii w asymilacji do życia w Australii, według zarządu klub miał charakter apolityczny. W 1960 roku po zmianie nazwy klubu na Yugal pierwotny zarząd klubu opuścił drużynę twierdząc, że klub tym samym został upolityczniony. Na początku lat 60. XX wieku klub otrzymywał wsparcie m.in.: od jugosłowiańskiego konsulatu, służb dyplomatycznych czy narodowych linii lotniczych JAT. Ponadto członkowie klubu Yugal wystawiali portret przywódcy Jugosławii Josipa Broza-Tito z okazji święta narodowego. W opinii społeczności zarówno chorwackiej i serbskiej klub Yugal prowadził aktywność projugosłowiańską. Od lat 60. XX wieku klub Yugal w rozgrywkach stanowych rywalizował z klubami: Sydney Croatia (założony przez chorwackich imigrantów) oraz Avala SC (założony przez serbskich imigrantów). Klub Yugal łącznie rywalizował z drużyną Sydney Croatia przez 20. sezonów, a z drużyną Avala SC przez 6. sezonów. Rywalizację między klubami miały charakter polityczny, w latach 1968–1978 odnotowano łącznie 16 starć pomiędzy kibicami wymienionych klubów na meczach drużyny Yugal.

## Sukcesy

### Krajowe
- Zwycięzca pucharu Australia Cup (1): 1962.

### Stanowe
- Mistrz National Premier Leagues NSW (1): 1970;
- Zwycięzca sezonu zasadniczego New South Wales Division 2 (3): 1961, 1981, 1986;
- Zwycięzca pucharu Ampol Cup (1): 1963.